# 天竜浜名湖鉄道TH1形気動車
天竜浜名湖鉄道TH1形気動車 （てんりゅうはまなこてつどうTH1がたきどうしゃ）は、1986年（昭和61年）から1988年（昭和63年）にかけて11両が製造され、2005年（平成17年）まで使用された 天竜浜名湖鉄道の気動車である。
本項では同型車のTH2形気動車・TH3形気動車・TH4形気動車についても併せて記載する。

## 概要
1987年（昭和62年）3月に日本国有鉄道二俣線を第三セクターに転換して開業した天竜浜名湖鉄道が開業に際して準備した気動車13両と、翌年に追加された2両、計15両で、いずれも富士重工業製のLE-Carと呼ばれるレールバス型気動車の一種である。
登場時は全車形式がTH1形であり、連番でTH101 - TH115と附番されていたが、1989年（平成元年）に車内形態が異なる車両ごとに車番の百の位を1~4のいずれかに改番し、その百の位を形式番号とする改番が行われた。
TH1形はセミクロスシートで車体中央部に4人掛けボックスシート4組を、TH2形はTH1形と同じ座席配置で、ボックスシートを着脱式としたもの、TH3形はボックスシートを6組としたもの、TH4形はお座敷車としても使用できるロングシートである。
| 形式     | TH1        | TH2               | TH3        | TH4    |
| 座席     | セミクロス | セミクロス 脱着式 | セミクロス | ロング |
| 製造数   | 11         | 1                 | 2          | 1      |
| 製造初年 | 1986年     | 1987年            | 1987年     | 1988年 |
| 全廃年   | 2005年     | 2005年            | 2002年     | 2002年 |

## 車両概説

### 車体
15 m級車体、ボギー式を採用している。各型式とも車体構造は全車正面貫通式、両運転台となっている。LE-Carシリーズではバス用構体を流用したため全幅が2,440 mmとなっていたが、2台分の垂木を接合することでTH1形では2,700 mmとなった。前面は貫通式、乗務員室は左側で、乗務員室側にのみ乗務員用扉が設けられた。折り戸の客用扉が片側2か所、両車端に設けられた。扉間には中央部に下半分が引き違い式、上半分が平面窓固定式の幅1,600 mmの窓5組と運転台がない側の扉寄りに幅820 mmｍ反対側に幅1,320 mmの固定式窓各1組が設けられた。全車トイレの装備はない。外部塗装は一般公募により白をベースとし、ブルー、グリーン、オレンジの配色で構成され、白は天竜川の白波、ブルーは浜名湖の湖面、グリーンは茶、オレンジはみかんを表している。正面貫通型のLE-Carとしては前面窓周囲を黒く塗装した最初の車両である。
TH2形客室内には大型のデジタル式速度計、ミュージックホーンが備えられ、側面には看板取付用の金具が設けられた。

### 機器類

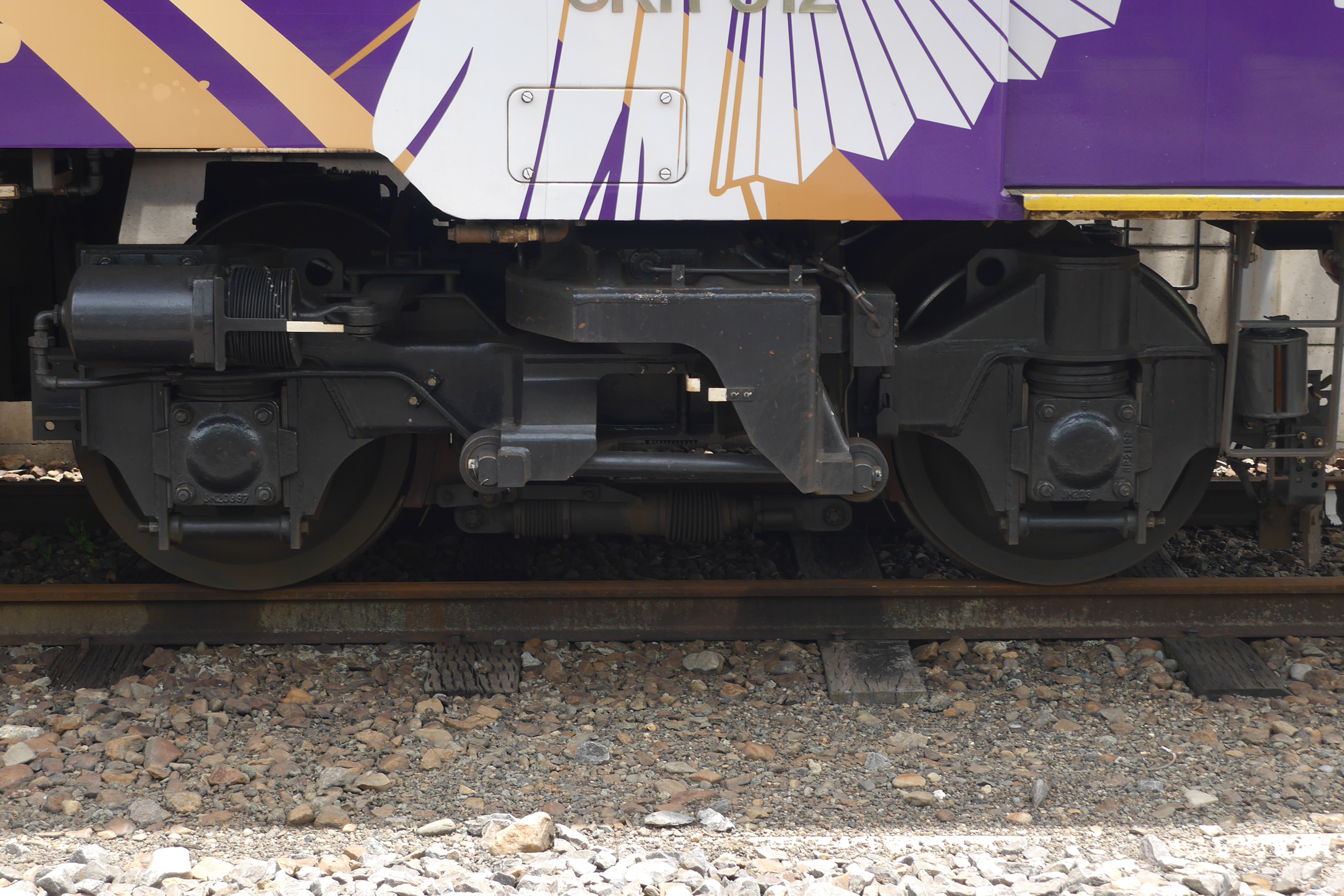
FU34系台車
写真は信楽高原鐵道SKR310形のもの

エンジンは、日産ディーゼル製PE6HT03ディーゼルエンジンを1基搭載、定格出力169 kW（230 PS） / 1,900 rpmで使用された。動力は新潟コンバーター製TACN-22-1103液体変速機を介して2軸駆動の台車に伝達される。台車は上枕空気ばね、軸ばね式FU34D/Tが採用された。制動装置はSME三管式直通ブレーキが採用され機関、排気ブレーキが併用される。
暖房装置はエンジン排熱を利用した温風式である。冷房装置はバス用のものを流用した能力25.6 kW（22,000 kcal/h）のICPU-023が設置された。

## 車歴
| 形式 | 車両番号 | 製造       | 廃車       |
| ---- | -------- | ---------- | ---------- |
| TH1  | 101      | 1986年11月 | 2001年2月  |
| TH1  | 102      | 1986年11月 | 2002年2月  |
| TH1  | 103      | 1986年11月 | 2001年2月  |
| TH1  | 104      | 1986年11月 | 2003年12月 |
| TH1  | 105      | 1986年11月 | 2003年12月 |
| TH1  | 106      | 1986年11月 | 2005年12月 |
| TH1  | 107      | 1987年2月  | 2004年12月 |
| TH1  | 108      | 1987年2月  | 2004年12月 |
| TH1  | 109      | 1987年2月  | 2002年2月  |
| TH1  | 110      | 1987年2月  | 2002年2月  |
| TH2  | 211      | 1987年2月  | 2005年12月 |
| TH3  | 312      | 1987年2月  | 2002年12月 |
| TH3  | 313      | 1987年2月  | 2002年12月 |
| TH4  | 414      | 1988年3月  | 2002年12月 |
| TH1  | 115      | 1988年3月  | 2001年2月  |

## 運用
1987年（昭和62年）、天竜浜名湖鉄道開業に際して13両を準備、TH101 - TH106の6両は開業前の1986年（昭和61年）11月に引き渡され、試運転に使用された。開業後は天竜浜名湖線掛川駅 - 新所原駅間の列車に使用された。翌1988年（昭和63年）には原谷駅、遠江一宮駅の交換設備完成により、2両が追加されている。
2000年（平成12年）3月にはTH211が牽引するトロッコ列車が導入され、TH211には塗装変更、砂撒き装置追加の改造が行われた。2001年（平成12年）からTH2000形、TH2100形への置き換えが始まり、2005年までに全車廃車され、形式消滅した。
TH106、TH211は廃車後、ミャンマーへ輸出され、ミャンマー国鉄RBE2525(TH106)、RBR2526(TH211)となった。

### 書籍
- 寺田 祐一『私鉄気動車30年』JTBパブリッシング、2006年。ISBN 4-533-06532-5。

### 雑誌記事
- 『鉄道ピクトリアル』通巻480号「新車年鑑1987年版」（1987年5月・電気車研究会）
  - 藤井 信夫、大幡 哲海、岸上 明彦「各社別車両情勢」 pp. 118-130
  - 鉄道ピクトリアル編集部「天竜浜名湖鉄道 TH1形」 pp. 146
  - 「民鉄車両諸元表」 pp. 202-203
  - 「竣工月日表」 pp. 203-215

- 『鉄道ピクトリアル』通巻496号「新車年鑑1988年版」（1988年5月・電気車研究会）
  - 藤井信夫、大幡哲海、岸上明彦「各社別車両情勢」 pp. 118-133
  - 「竣工月日表」 pp. 216-226

- 『鉄道ピクトリアル』通巻512号「新車年鑑1989年版」（1989年5月・電気車研究会）
  - 藤井 信夫・大幡 哲海・岸上 明彦「各社別車両情勢」 pp. 93-123
  - 「竣工月日表」 pp. 232-242

- 『鉄道ピクトリアル』通巻515号「<特集> 台車」（1989年8月・電気車研究会）
  - 吉川文夫「日本の鉄道車両 台車の歴史過程」 pp. 10-15

- 『鉄道ピクトリアル』通巻658号「<特集> レールバス」（1998年9月・電気車研究会）
  - 高嶋修一「第三セクター・私鉄向け軽快気動車の系譜」 pp. 42-55

- 『鉄道ピクトリアル』通巻692号「新車年鑑2000年版」（2000年10月・電気車研究会）
  - 天竜浜名湖鉄道（株）運輸課 松野 勝宣「天竜浜名湖鉄道THT100・200形」 pp. 138-139

- 『鉄道ピクトリアル』通巻708号「新車年鑑2001年版」（2001年10月・電気車研究会）
  - 藤井 信夫、大幡 哲海、岸上 明彦「各社別車両情勢」 pp. 93-109
  - 「2000年度 車両動向」 pp. 175-183

- 『鉄道ピクトリアル』通巻723号「鉄道車両年鑑2002年版」（2002年10月・電気車研究会）
  - 「2001年度車両動向」 pp. 190-200

- 『レイルマガジン』通巻230号付録（2002年11月・ネコ・パブリッシング）
  - 岡田誠一「民鉄・第三セクター鉄道 現有気動車ガイドブック2002」 pp. 1-32

- 『鉄道ピクトリアル』通巻738号「鉄道車両年鑑2003年版」（2003年10月・電気車研究会）
  - 岸上 明彦「2002年度民鉄車両動向」 pp. 109-130
  - 「各社別新造・改造・廃車一覧」 pp. 208-219

- 『レイルマガジン』通巻250号（2004年7月・ネコ・パブリッシング）
  - 寺田 祐一「私鉄・三セク気動車 141形式・585輌の今!」 pp. 4-50

- 『鉄道ピクトリアル』通巻753号「鉄道車両年鑑2004年版」（2004年10月・電気車研究会）
  - 「各社別新造・改造・廃車一覧」 pp. 216-227

- 『鉄道ピクトリアル』通巻767号「鉄道車両年鑑2005年版」（2005年10月・電気車研究会）
  - 「各社別新造・改造・廃車一覧」 pp. 214-239

- 『鉄道ピクトリアル』通巻767号「鉄道車両年鑑2006年版」（2006年10月・電気車研究会）
  - 岸上 明彦「2005年度民鉄車両動向」 pp. 118-140
  - 「各社別新造・改造・廃車一覧」 pp. 205-220

- 『鉄道ピクトリアル』通巻790号（2007年6月・電気車研究会）
  - 斎藤 幹雄「ミャンマーへ渡った日本の車両第3報」 pp. 112-118